# STAND UP! (板垣雅也の漫画)
『STAND UP!』（スタンドアップ）は、板垣雅也による日本の漫画。『月刊コロコロコミック』で2009年2月号から2010年4月号まで連載された。

## 概要
不良にいじめを受けていた少年がボクシングジムに入り、ボクシングを通じて、いろんな人にもまれながら成長していくというストーリー。

## 主な登場人物
赤亀 歩（あかがめ あゆむ）
本作の主人公で、14歳。いじめられっ子だが、極めてマジメで努力家の少年。一人称は「僕」で、典型的な少年口調で喋る。黄豚にいじめられた帰り道に｢ぼくは、サンドバッグです。好きなだけ殴ってください。｣と背中にはられ歩いていると、後ろから来た白鳥に殴られ、気絶し目が覚めるとゴールデンボクシングジムにいたのをきっかけにボクシングと出会った。ジャブを朝食の時、登校中、授業中、入浴中とやり続け、腕の筋肉がムキムキになっていたためジャブ禁止令が出た事もある。黄豚とボクシング対決をしたときに、殴られてもすぐに立ち上がりジャブで初めての反撃をした。白鳥とのスパーリングでは、白鳥の1ラウンドKO記録を破った。本名は「歩」だが、作中では「あゆむ」と表記されている。拳祭(ナックルカーニバル)の予選では初出場にして10回戦(ファイナル)まで進出し、黒獅子との激闘の末敗北。負傷が大きかったために入院していたが、病院を抜け出して特訓を再開している描写が描かれた。
白鳥 翔（しらとり しょう）
ピアスを付けた軽いノリの男。一人称は「俺」で、軽いノリの口調で喋る。挙祭（ナックルカーニバルとは、プロになる前のボクサーが目指す世界最大の大会）の最年少チャンピオン。試合では、序盤軽快に相手の攻撃を回避し、10カウント分残るようにラッシュで倒す（1R終了と同時に勝敗が決まる）のが、白鳥の通常の勝ちパターン。しかし、あゆむとのスパーリングにおいてそのパターンを初めて破られた。あゆむのことを「あゆむちん」と呼んでいる。
ジジイ
本名不明。髪型はアフロで丸眼鏡をかけ、更に不気味な顔と、初対面の人間を驚かせる外見の老人。一人称は「ワシ」。ゴールデンボクシングジムの会長。名トレーナー。たまに冗談を言うことがあり、白鳥に「冗談はこの頭だけで充分だ」とキレられることがある。
黄豚（きぶた）
あゆむをいじめている不良。一人称は「俺」で、少し乱暴な口調で喋る。下の名前は不明。子分が2人いる。あゆむの事を「ドン亀あゆむ」と呼んでいる。ボクシングファンで白鳥の大ファン。あゆむに負かされてからはあゆむを逆恨みしていたが、ある日河川敷で夜遅くまでボクシングの練習をしているあゆむに偶然会い、白鳥のサインを条件にあゆむの練習に付き合う。以後、あゆむと親友のような関係になっている。
紫薔薇 香（むらさきばら かおる）
歩が挙祭に出たときの初相手。一人称は「僕」。「八重薔薇の挙(ビューティフル・ショット)」という8種類のパンチを持っている。ナルシストで薔薇を持っている。コンビネーションが得意。また、かなりの努力家でもある。「バカ」を「バラ」と呼んでいる。歩との試合後は歩のコンビネーションの練習に何時間も付き合わされていた。
緑苔 悟（みどりごけ さとし）
拳祭二回戦目の相手。一人称は「私」で、年齢問わず敬語口調で喋る。防御がとてもかたい坊主ボクサー。その分パンチ力は素人並だが、初戦の相手は彼との試合で顔を三倍に腫らして試合放棄した。「苔心の守り(サイレント・ディフェンス)」なる技で、様々なパンチをノーガードから「スリッピングアウェー」や「紙一重」でかわす。普段は細目でおとなしいが、喜んでいる時の顔が恐ろしく怖い（そのためよく怒っていると誤解されるらしい）。最終的には歩のパンチをスリッピングアウェーでかわそうとするが、歩の気迫に押されてしまい無意識のうちにリングの隅まで退いてしまっていたため、歩の拳とリングに顔を挟まれた状態になり負けを認めた。彼もまた試合後歩の練習に何時間も付き合わされていた。
橙栗 弾（だいだいぐり だん）
拳祭三回戦の相手。一人称は「オラ」で、東北弁のような口調で喋る。「焼栗の爆動(バースト・ムーブ)」というフットワークを練習せずに会得した巨漢。生まれながらにして運動神経がずば抜けており、ボクシング以外のスポーツでも何度も優勝している。そのため、日々練習を重ねるあゆむを馬鹿にしていたが、打ち合いの中でフットワークを上達させたあゆむに敗れる。
青蛇 塒（あおへび とぐろ）
黒獅子の9回戦（セミファイナル）の相手。一人称は「俺」で、黄豚に似た少し乱暴な口調で喋る。相手の足を踏んだり、ヒジで攻撃したりと卑怯な戦法を好むかなりのサディストだが、黒獅子には通用せずに敗北した。白鳥のファンである。得意技はフェイント技である「多頭蛇のいかさま師(ヒドラ・フェイク)」。
黒獅子 拳（くろじし けん）
あゆむの10回戦（ファイナル）の相手となるボクサー。一人称は「俺」で、典型的な男性口調で喋る。フードを着ながら練習をしたり、毎秒10発で30万発のパンチを繰り出すなど、かなりの実力の持ち主である。9回戦では青蛇の反則技にも動じず、ジャブ1発でKO勝ちを果たした。
必殺技である「獅子の鼓動(ライオン・ハート)」は、プロボクサーである父から受け継いだものである。幼い頃、父が自分をかばって交通事故に遭い他界したことがきっかけで、以来ボクシングを”地獄”としか見なくなってしまった。しかし、あゆむとの戦いの中で、本当は楽しいものだと感じ始める。本選の決勝戦で白鳥に挑んだ際には笑顔を見せていた。
ライオネル・厳（らいおねる げん)
黒獅子の父で元プロボクサー。強面な見た目に反して息子の拳にはとても甘く溺愛しており、幼少時代の拳は半ば迷惑がっていた。ある日、拳とのランニング中にトラックに轢かれそうになった彼を庇って事故死してしまい、拳がボクシングを地獄と見るようになるきっかけを作ってしまった。